# Веснянка (мультфільм)
«Веснянка» — анімаційний фільм Творчого об'єднання художньої мультиплікації студії Київнаукфільм. Мультфільм озвучено російською мовою, а пісні — українською.

## Сюжет
Про зміну пір року, про боротьбу добра і зла. У володіннях баби Хуртовини появилась Веснянка і принесла з собою тепло. На неї налетіла зла Хуртовина, а на допомогу Веснянці прийшли звірятка.

## Творча група
- Режисер: Ніна Василенко
- Сценарист: Володимир Іванович
- Ролі озвучила: Галина Бабенко
- Композитор: Юдіф Рожавська
- Художники: М. Малова, Г. Карлов (художники-постановники); Л. Гриценко, А. Вадов
- Аніматори: Борис Храневич, Кирило Малянтович, Оксана Ткаченко, Марк Драйцун, Л. Телятніков, Є. Рабінович
- Оператор: Григорій Островський
- Звукооператори: Р. Пекар, Ігор Погон
- Асистент режисера: Олександр Лавров (у співавт.)
- Редактор: Таїсія Дмитрук

## Дивись також
- Фільмографія ТО художньої мультиплікації студії «Київнаукфільм»